# Merriman (Nebraska)
Merriman es una villa ubicada en el condado de Cherry en el estado estadounidense de Nebraska. En el Censo de 2010 tenía una población de 128 habitantes y una densidad poblacional de 48,12 personas por km².

## Geografía
Merriman se encuentra ubicada en las coordenadas 42°55′23″N 101°41′59″O / 42.92306, -101.69972. Según la Oficina del Censo de los Estados Unidos, Merriman tiene una superficie total de 2.66 km², de la cual 2.66 km² corresponden a tierra firme y (0%) 0 km² es agua.

## Demografía
Según el censo de 2010, había 128 personas residiendo en Merriman. La densidad de población era de 48,12 hab./km². De los 128 habitantes, Merriman estaba compuesto por el 87.5% blancos, el 1.56% eran afroamericanos, el 6.25% eran amerindios, el 0% eran asiáticos, el 0% eran isleños del Pacífico, el 0% eran de otras razas y el 4.69% pertenecían a dos o más razas. Del total de la población el 0.78% eran hispanos o latinos de cualquier raza.